# Pediobius regulus
Pediobius regulus är en stekelart som beskrevs av Kamijo 1986. Pediobius regulus ingår i släktet Pediobius och familjen finglanssteklar.
Artens utbredningsområde är Taiwan. Inga underarter finns listade i Catalogue of Life.